# 阿特巴薩爾

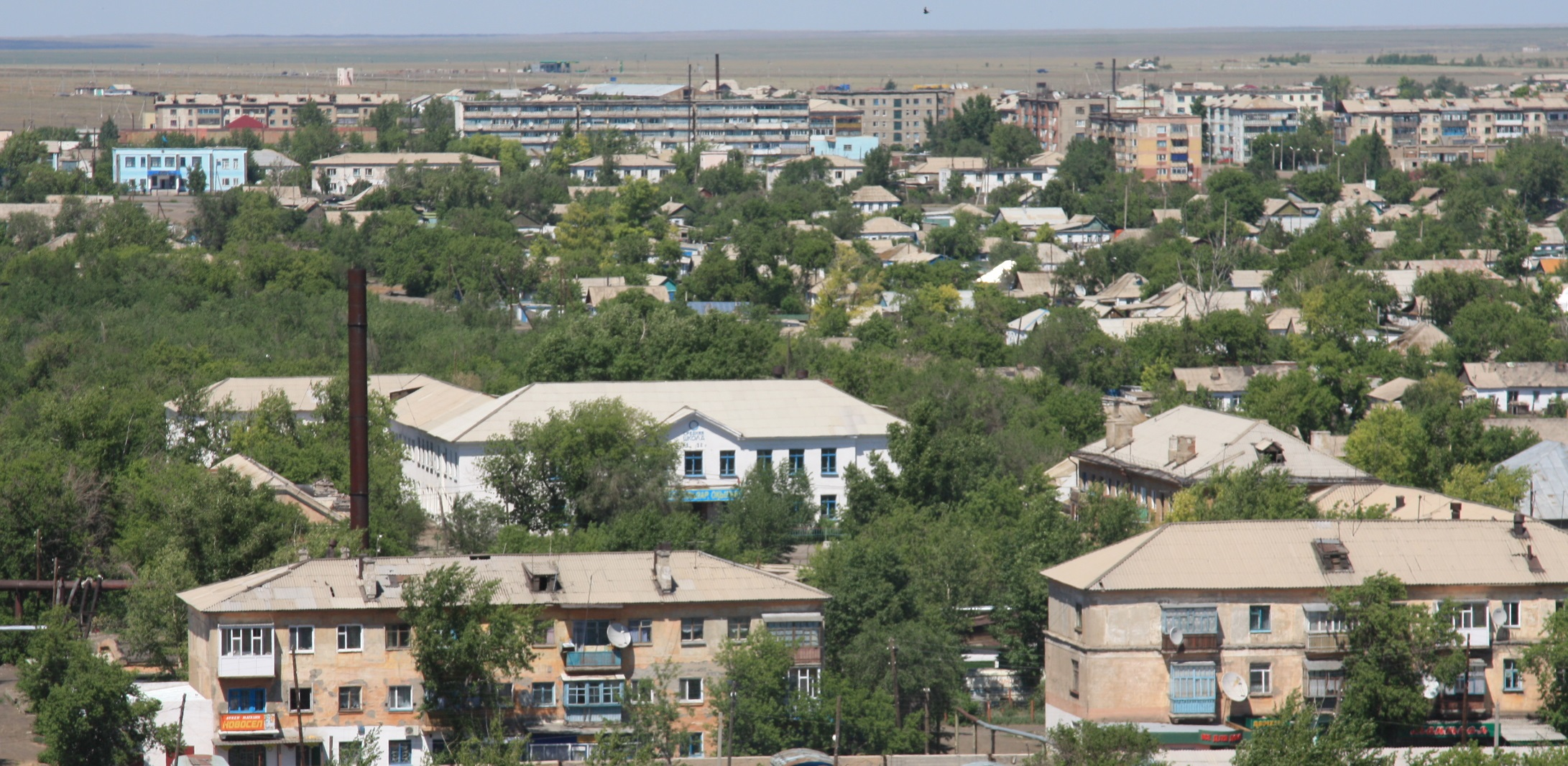
阿特巴薩爾

阿特巴薩爾是哈薩克的城鎮，由阿克莫拉州負責管轄，位於該國北部，距離首都阿斯塔納232公里，始建於1846年，海拔高度282米，每年平均降雨量330毫米，2009年人口30,436。